# Petra Kremer
Petra Kehrenberg, coniugata Kremer (Wuppertal, 30 dicembre 1966), è un'ex cestista tedesca.

## Carriera
Con la Germania ha disputato i Campionati mondiali del 1998 e i Campionati europei del 1997.